# Оболонье (Ивано-Франковская область)
Оболонье (укр. Оболоння) — село в Долинской городской общине Калушского района Ивано-Франковской области Украины.
Население по переписи 2022 года составляло 2338 человека. Занимает площадь 21,44 км². Почтовый индекс — 77550. Телефонный код — 3477.